# Batman: Arkham City
Batman: Arkham City — відеогра в жанрі action-adventure з серії Batman: Arkham, розроблена британською студією Rocksteady Studios. Гра є другою за рахунком в своїй серії.
Вихід гри відбувся 18 жовтня 2011 року для Xbox 360 і PlayStation 3. 22 листопада 2011 року Batman: Arkham City стала доступна для купівлі на PC.
Попередня гра серії — Batman: Arkham Asylum, наступна — Batman: Arkham Origins. У грудні вийшла мобільна гра-спін-офф Batman: Arkham City Lockdown. Аркхем Сіті отримала кілька перевидань, серед яких: видання "Гра року" у травні 2012 року, версії для Wii U та OS X у листопаді та грудні 2012 року відповідно, а також ремастерингова версія для PlayStation 4 та Xbox One у жовтні 2016 року. Приквел серії, "Бетмен: Витоки Аркхема", вийшов у жовтні 2013 року, а сюжетне продовження, "Бетмен: Лицар Аркхема", - у червні 2015 року.

## Ігровий процес
Arkham City — action-adventure гра з відкритим світом, поєднує в собі елементи стелс-ігор. Усі події гри відбуваються в місті Аркем-Сіті, який відкритий для гравця з самого початку ігри, що дає змогу вільно подорожувати в межах міста. Гравець може рухатися безшумно протягом всієї гри, комбінуючи свої прилади і рухаючись крадькома, аби підкрастися до ворогів і нейтралізувати їх. Граючи за Бетмена, гравець може використовувати «Детективне бачення» — візуальний режим, який виділяє серед інших певні об'єкти, такі як скелети ворогів та підказки. Режим використовується також для виконання судово-медичних експертиз (наприклад, відслідковування польоту кулі снайпера). Гравець має доступ до кримінальної бази даних гри, яка відстежує основних лиходіїв в місті.

## Сюжет

### За Бетмена
Сюжет Arkham City розпочинається через півтора року після подій Arkham Asylum. Квінсі Шарп, колишній директор психіатричної лікарні Аркем, заробив величезну популярність за те, що йому вдалося впіймати Джокера і, користуючись цим, став мером Ґотема. Оскільки Аркем і в'язниця «Блекгейт» були не в змозі утримувати ув'язнених, новий мер насамперед викупив величезну територію нетрів Ґотема. Він створив там в'язницю під назвою «Arkham City», а по периметру цієї території поставив добре озброєний загін найманців «ТАЙГЕР», яким був відданий наказ стріляти на ураження при спробі втечі. Ув'язнені, які прибули в «Аркем-Сіті» стають покинутими напризволяще доти, доки не спробують втекти. Для здійснення нагляду за ув'язненими Шарп найняв на пост наглядача психіатра Г'юго Стрейнджа. Чимало були незадоволені таким розвитком подій, у тому числі і Брюс Вейн. Бетмен постійно наглядає за новою в'язницею, побоюючись, що все може вийти з-під контролю Плани будівництва Аркем-Сіті є в потаємній кімнаті, що з'єднана з кабінетом Шарпа в психлікарні Аркем.
Під час одного з протестів Вейна викрадають найманці «ТАЙГЕР», які приводять його прямо до Стрейнджа, який знає, що Брюс — це Бетмен, і говорить про те, що тепер він готовий запустити щось під назвою «Протокол 10». Брюса ведуть повз оскаженілих ув'язнених. Під час одного такого переходу його оглушують люди Пінгвіна, у якого особисті рахунки з Брюсом. Вейну вдається звільнитися від наручників і втекти. Він зв'язується з Альфредом, який висилає йому все обладнання. Перехопивши радіопередачу про те, що Жінка-кішка захоплена Дволиким, Бетмен вираховує його координати і вирушає в резиденцію Дента — колишню будівлю суду.
Діставшись місця, Бетмен бачить, як Дволикий збирається втопити Жінку-кішку в чані з кислотою. Здолавши його людей, Бетмен встигає врятувати її і знешкодити Гарві. Темний лицар намагається дізнатися у неї що-небудь з приводу «Протоколу 10», про який говорив Стрейндж. Їхня розмова перериває снайперська куля, випущена Джокером, яка ледь не вбиває Жінку-кішку. Бетмен сканує траєкторію польоту кулі і прямує в дзвіницю церкви, звідки і був зроблений постріл. Там до нього по телевізору звертається Джокер. Однак дзвіниця виявляється замінована, і Бетмен встигає врятуватися всього за кілька секунд до вибуху. Він прямує в лігво Джокера, сталеливарний завод. Там його наполегливо намагаються зупинити найманці Джокера і сама Гарлі Квінн. Бетмен все ж знаходить Джокера, який сидить уже при смерті в інвалідному кріслі. Раптово Темного лицаря оглушують. Джокер, який повільно вмирає через передозування «Титаном», заражає Бетмена, переливши йому своєї крові, щоб той знайшов протиотруту для них обох. Однак це ще не вся біда. Клоун відправив свою заражену кров в усі лікарні Ґотема, так що все населення в небезпеці.
Бетмену вдається знайти протиотруту за допомогою Містера Фріза. Для цього він проникає до ліги вбивць Ра'с аль Гула, проходить їх випробування і отримує зразок крові. Він приносить його Фрізу, однак той не має наміру віддавати Бетмену ліки, оскільки Фріз думає, що після того, як Бетмен отримає ліки, він не буде допомагати йому знайти його дружину, Нору, яку викрав Джокер. Між Містером Фрізом і Бетменом зав'язується бій. Програвши, Фріз таки збирається віддати ліки, але його вже викрала Гарлі Квінн. Бетмен збирається повернути ліки. Для цього проникає на сталеливарний завод, і вступає в сутичку з Джокером і його людьми. Бетмен здобуває перемогу, але опиняється притиснутим уламками стелі. Джокер готується добити його, але його зупиняє Талія, і пропонує Джокеру джерело безсмертя. Бетмен намагається цьому перешкодити, але через удар Джокера непритомніє. Джокер не знає, що Талія активувала маячок, щоб їх знайшов Бетмен. Г'юго Стрейндж, дізнавшись де знаходиться Вейн, відправляє за ним своїх людей, але Жінка-кішка їх випереджає. Вона допомагає Бетмену піднятися, і каже, що якщо він хоче зупинити Стрейнджа, йому слід поквапитися.
Щоб зупинити «Протокол 10» Бетмен проникає на базу Стрейнджа. Там Вейн дізнається, що насправді за будівництвом Аркем-Сіті стоїть Ра'с аль Гул, який мав намір підірвати Аркем-Сіті разом з усіма його мешканцями. Ра'с аль Гул вбиває Стрейнджа, оскільки він нічим не відрізняється від інших лиходіїв. Перед смертю, Г'юго активує «Протокол 11» (бомбу, яка була на базі). За секунду до вибуху Бетмен і Ра'с аль Гул встигають вистрибнути. Бетмен ловить в польоті Ра'с аль Гула, щоб він не розбився, але той протикає себе своїм же мечем, намагаючись дістати і Бетмена, так що тому доводиться відчепитися, і розбивається на смерть. Несподівано на екрані з'являється повідомлення Джокера, в якому він говорить, що викрав Талію'аль Гул і вб'є її, якщо Бетмен не з'явиться на виставу, влаштовану клоуном, під назвою «Безсмертний Джокер».
Бетмен приходить в театр, де Талія несподівано вбиває Джокера мечем. Вона віддає Бетмену протиотруту. Бетмен згадує все, що сталося з ним після прибуття в Аркем-Сіті. Він розуміє, що його знову обдурили. Хтось стріляє в Талію ззаду, вбивцею виявляється Джокер. Це Талія вкрала ліки, а не Гарлі Квінн, а значить, що Джокер як і раніше хворий. Весь цей час клоуну допомагав Глиноликий. Він прикидався Джокером. Бетмен бореться з Глиноликим, і перемагає його за допомогою кріогенних гранат, які йому дав Фріз. Бетмен блокує шлях до джерела безсмертя тілом Глиноликого, після чого випиває половину протиотрути, залишивши іншу половину Джокеру. Джокер атакує Бетмена ззаду, і випадково розбиває пробірку з ліками. Він з жаху намагається випити хоч щось, але не виходить. Джокер думає, що Бетмен задоволений тим, що лиходій помре. Але Темний Лицар каже, що якби у нього був шанс врятувати його, він би зробив це не вагаючись. Джокер каже, що це дійсно смішно, і вмирає.
Бетмен виносить тіло Джокера з театру, і остовпілі бандити просто пропускають його. Бетмен виходить з Аркем-Сіті, і зустрічає поліцейських на чолі з Джеймсом Ґордоном. Бетмен кладе тіло Джокера на машину. Ґордон запитує Бетмена про те, що сталося. Але герой мовчки йде, гра закінчується і починаються титри.
У середині титрів лунає голос з комунікатора, що повідомляє Бетмену про пропущений три години тому виклик, а потім чути голос Джокера, який співає пісню «Only You (And You Alone)» групи The Platters і злісно хихикає в кінці неї.

### За Жінку-кішку
Крім гри за Бетмену, у Arkham City є проходження за антигероїню Жінку-Кішку. Головною метою у грі за Кішку є вчинення крадіжок на території Arkham City. Для здійснення першої з них необхідно зламати сейф Дволикого, попередньо розібравшись з його людьми. Селіна попадається на гарячому в руки Дента, який хоче її публічно стратити, втопивши в чані з кислотою, але, на щастя дівчини, її рятує Бетмен. Для наступної крадіжки злодійці необхідно проникнути в сховище Г'юго Стрейнджа, для чого не обійтися без суперзлодійки Отруйного Плюща, з якою їй доведеться битися. Памела спочатку відмовляє в проханні Селіні, але зрештою погоджується їй допомогти, в обмін на те, що злодійка вкраде зі сховища необхідні Плющу зразки спор. Кішка успішно проникає всередину сховища, і збирається бігти з награбованим з Аркем-Сіті, але відмовляється від цієї ідеї, вирішуючи, що повинна повернути борг Бетмену і врятувати його від людей Стрейнджа. Однак для цього їй доводиться кинути свою здобич, повернути яку вона втрачає можливість внаслідок вибуху сховища.
Дволикий, будучи ображеним на Кішку за пограбування, вирішує її знову зловити, для чого краде всі її коштовності, мінує її укриття, а сам барикадується в музеї Пінгвіна. Селіна, звичайно ж, планує знову вкрасти коштовності і йде на матч-реванш з Дентом і його людьми. Після своєї поразки Гарві повідомляє Селіні, що з вкраденого у неї, він залишив собі тільки половину, а другу половину роздав своїм людям, але Селіна в підсумку знаходить всю свою викрадену здобич.
Існує альтернативний кінець гри, в якому Селіна не приходить на допомогу до Бетмену, тікаючи з награбованим з Аркем-Сіті. Бетмена знаходять і вбивають люди Стрейнджа, Джокер зцілюється, ставши безсмертним, і весь Ґотем занурюється в хаос. (На середині титрів час «відмотується» назад, і гравцеві надається можливість зробити правильний вибір, тобто прийти на допомогу Бетмену).

## Відгуки
| Агрегатор    | Оцінка                                             |
| ------------ | -------------------------------------------------- |
| GameRankings | 96% (PS3) 94% (X360) 91% (PC) 85% (WU)             |
| Metacritic   | 96/100 (PS3) 94/100 (X360) 91/100 (PC) 85/100 (WU) |

| Видання                            | Оцінка |
| ---------------------------------- | ------ |
| 1Up.com                            | A      |
| Electronic Gaming Monthly          | 10/10  |
| Eurogamer                          | 9/10   |
| Game Informer                      | 10/10  |
| GamePro                            | [ 26 ] |
| GameSpot                           | 9/10   |
| IGN                                | 9.5/10 |
| PlayStation Official Magazine — UK | 10/10  |
| Official Xbox Magazine (США)       | 10/10  |
| X-Play                             | [ 31 ] |

Batman: Arkham City здобув визнання критиків. Підсумкові огляди вебсайтів GameRankings і Metacritic, відповідно, поставили версії гри для PlayStation 3 96% і 96/100, версії для Xbox 360 — 94% і 94/100, версії для PC — 90% і 91/100.